# Ramsau im Zillertal
Pour les articles homonymes, voir Ramsau.
Ramsau im Zillertal est une commune autrichienne du district de Schwaz dans le Tyrol.